# Taboo (rapper)
Taboo (* 14. července 1975 Los Angeles), pravým jménem Jaime Luis Gómez je americký rapper, herec a zpěvák, známý svým účinkováním v kapele The Black Eyed Peas.
Taboo se narodil v Los Angeles, má nevlastního otce. V 18 letech (v roce 1993) se mu narodil syn Joshua Parish Gomez. Byl rozvedený, 12. července 2008 si vzal svou dlouholetou přítelkyni Jaymie Dizon, se kterou má již 2 děti.
Jeho hudební kariéra začala v roce 1995, kdy se připojil ke skupině The Black Eyed Peas. Taboo je také známý díky svému tanci, který je inspirován bojovým uměním kung-fu a zvláštním stylem oblékání.
V roce 2005 hrál roli Ramireze ve filmu Špína a téhož roku spolu s kapelou vystoupil ve filmu Buď v klidu. Jeho dalším filmovým vystoupením byla role Vegy ve filmu Street Fighter: The Legend of Chun-Li (2009).